# Bonalbo
Bonalbo – miasto w Australii, w stanie Nowa Południowa Walia.